# Middelburg (Belgique)
Pour les articles homonymes, voir Middelburg et Middelbourg.
 Middelbourg , en néerlandais Middelburg est une section de la commune de Maldeghem, située en Belgique en Région flamande dans la province de Flandre-Orientale. C'était une commune à part entière avant la fusion des communes de 1977.

## Démographie

### Évolution démographique
- Sources : INS, Rem. : 1831 jusqu'en 1970 = recensements, 1976 = nombre d'habitants au 31 décembre[2].

## Histoire

### Emergence
Middelbourg était à l'origine détenue et exploitée par l'abbaye de Middelbourg dans la capitale zélandaise. Vers 1427-1433, cependant, l'abbaye vendit Middelbourg à Colard de Fever, bourgeois de Bruges. Après sa mort, Middelbourg a été vendu par sa veuve, Margaretha Bladelin, à son frère Pieter Bladelin (nl). Cette transaction s'est effectuée avant 1444. Cette année-là, Bladelin a confié ses terres et possessions de Middelbourg en fief au comte de Flandre de l'époque, Philippe le Bon. Cependant, cette opération n'était que le début du plan de Bladelin : le développement d'une nouvelle ville à part entière. En tant que fonctionnaire bourguignon et confident du duc (Bladelin devint receveur général des finances bourguignonnes en 1441 après avoir servi la ville de Bruges pendant une courte période), il était en excellente position pour obtenir de son patron les privilèges nécessaires. L'étape suivante est arrivée en 1451. Bladelin a obtenu la permission de Philippe le Bon d'unifier Middelbourg avec le prêt du Brieven van Aartrijke, que Bladelin avait acheté l'année précédente. Les Lettres d'Aartrijke étaient une réception dite héréditaire. L'emprunteur d'un tel fief devait verser au comte de Flandre une somme fixe chaque année. L'emprunteur lui-même a ensuite été autorisé à percevoir ce montant auprès des locataires qui y vivaient et travaillaient réellement la terre couverte par ce prêt. Cette unification était importante car Bladelin acquit ainsi la basse juridiction de Middelbourg, qu'il ne possédait pas auparavant. Après tout, Middelbourg n'était qu'un simple fief sans juridiction, pas une seigneurie. Cependant, le destinataire des Lettres d'Aartrijke était compétent : si un défunt voulait vendre un terrain appartenant à son fief, il devait intervenir.
Ce n'est donc qu'à partir de 1451, avec l'acquisition de cette juridiction, que Bladelin commence à agrandir les limites sa ville. Avec sa femme Margaretha van de Vagheviere, il fonda en premier lieu la paroisse Saint Pierre et Paul (aux dépens de l'ancienne paroisse du village voisin de Heille). Cette fondation fut confirmée en 1458 par Jean Chevrot, évêque de Tournai.
Néanmoins, le pouvoir de Pieter Bladelin sur les habitants et les paroissiens de Middelburg était alors encore limité : pour les actions judiciaires personnelles (cas entre différentes personnes) ou les infractions pénales graves, l'assemblée des échevins du Franc de Bruges et le bailli de Bruges restaient les autorités compétentes. Cela a changé en 1458 : Bladelin a alors obtenu la permission de créer sa propre assemblée d'échevins à Middelburg. Il avait le pouvoir de juger toutes les affaires civiles et pouvait également réclamer des amendes allant jusqu'à 60 livres parisis.
En 1464, il réussit enfin à obtenir la haute juridiction. Dès lors, les seigneurs et dames de Middelburg ont également été autorisés à prendre connaissance des affaires pénales, bien que le comte réserve toujours la punition d'un certain nombre de crimes graves (tels que le meurtre et le viol). Maintenant que Bladelin était vraiment devenu seigneur et maître de Middelburg, il a poursuivi l'extension de sa ville. En 1465, il obtient le droit d'y organiser une foire et la ville est autorisée à être ceinte de muraille. Ces fortifications jouxtent le château privé de Bladelin qu'il y avait déjà construit, au sud-ouest de la ville. De plus, un monastère, l'Abbaye de Zoetendaal, un gasthuis (refuge pour sans-abri) et un canal de drainage ont été construits près de la Lieve.
L'ensemble du projet et de la création de Middelburg ne sont pas restés incontestés. Pour la population locale, l'établissement de la ville et de la seigneurie signifiait qu'ils étaient soudainement, en vingt ans, rétrogradés d'habitants privilégiés du Franc de Bruges, la châtellenie dans laquelle se trouvait Middelburg, au statut de sujets d'un quasi-seigneur indépendant, sans avoir plus longtemps accès à la justice provinciale. Pour les villes voisines du Zwin, en particulier Aardenburg, la croissance de Middelburg signifiait qu'elles avaient soudainement un nouveau concurrent économique. Le Franc de Bruges, les communes environnantes et la Cour des comptes de Lille (le service bourguignon de contrôle des revenus et des biens de l'État) ont tous déposé une objection à l'établissement de Middelburg auprès du duc Philippe le Bon, mais sans succès.
Pieter Bladelin, seigneur de Middelburg, mourut finalement sans enfant à Bruges en 1472. Il fut ensuite enterré dans l'église de Middelburg. Juste avant sa mort, il avait obtenu du nouveau comte flamand, le duc Charles le Téméraire, l'autorisation de disposer de Middelbourg par testament. Son héritier testamentaire désigné Jan IV de Baenst (nl), cependant, s'est retrouvé dans un processus exténuant avec l'héritier naturel (par l'intermédiaire de la famille de la femme de Bladelin), Joos II van Varsenare. Finalement, en 1476, les deux partis décident de vendre la ville à Guillaume Hugonet, chancelier de Charles le Téméraire. Après la mort d'Hugonet en 1477, la seigneurie et la ville de Middelbourg passèrent successivement aux mains de diverses familles nobles, dont les Arenberg et les Mérode.

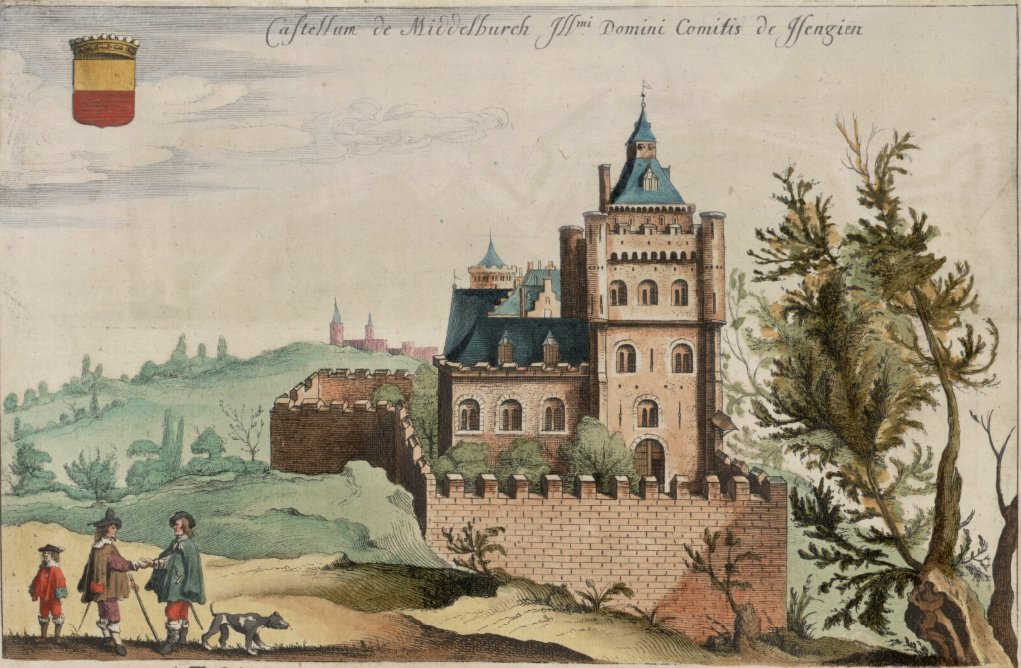
Le représenté dans le Flandria illustrata (1641). Les vestiges de la structure démolie au XVIIIe siècle ont été mises au jour en 2002.

### Évolution
Middelbourg n'est jamais devenue une ville; les bâtiments historiques ont disparu à l'exception de l'église actuelle. Mais cela aussi a considérablement changé depuis le XVe siècle. En 1797, les chapitres ont été supprimés par la Révolution française. Le château et le centre du village de Middelbourg sont ensemble protégés en tant que zone archéologique.
Le chanoine Joseph-Olivier Andries (nl), curé de Middelbourg, fut l'initiateur au XIXe siècle de la construction d'un lieu de culte à Saint-Laurent et du creusement du canal Léopold.

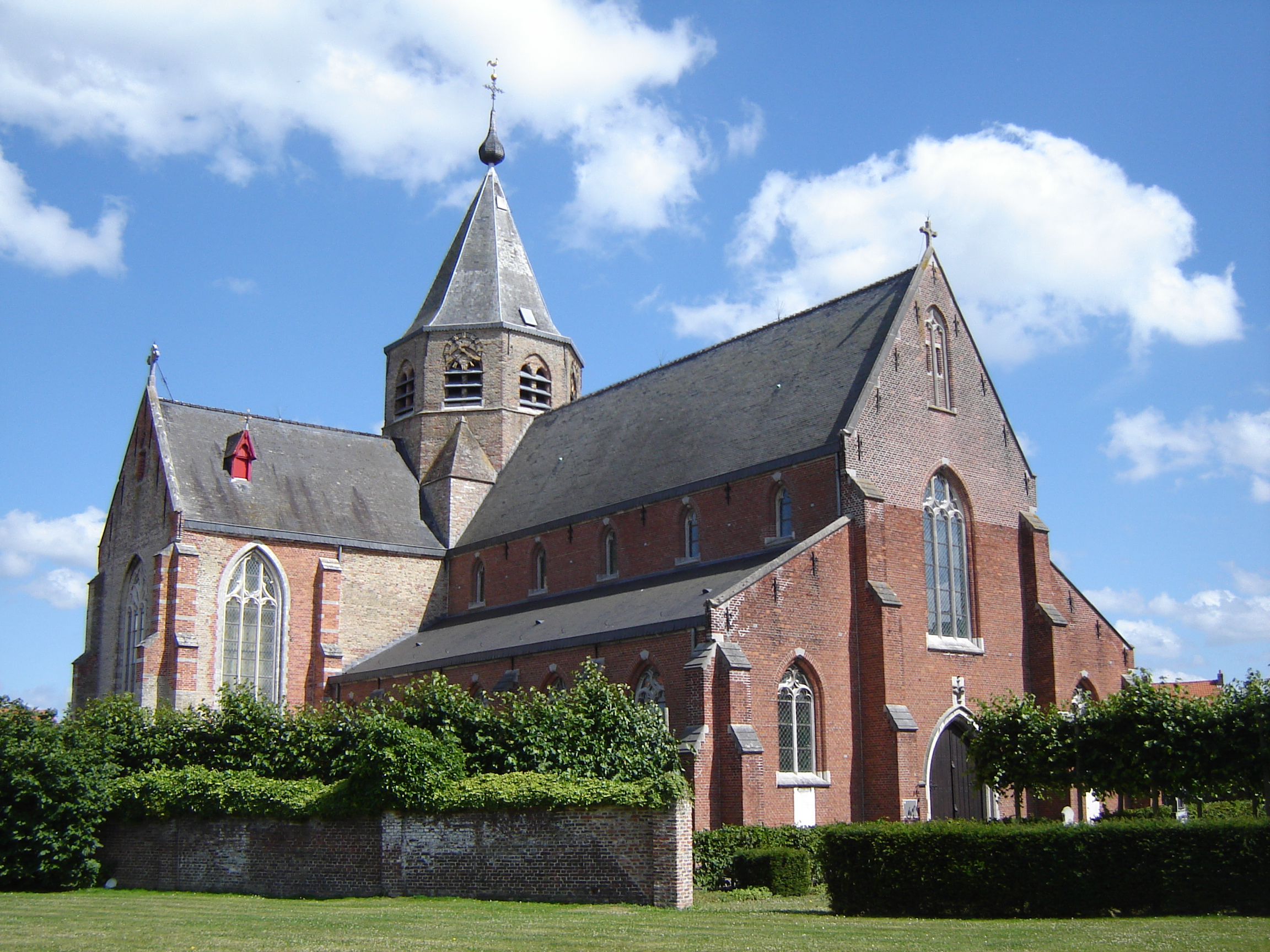
Église Saints-Pierre-et-Paul.

## Curiosités
- Église Saints-Pierre-et-Paul (nl) a été en partie détruite trois fois dans son histoire par la guerre et la violence. La première fois en 1477 après la mort de Guillaume Hugonet, seigneur de Middelburg. Ensuite, les habitants de Heille voisine sont venus à l'église pour récupérer les trésors de l'église que Pieter Bladelin avait transférés à l'église de Middelburg lorsque leur propre paroisse a été supprimée. Le reste de l'intérieur de l'église a été mis en pièces et le bailli de Middelbourg a été presque lynché dans l'église par la foule. Une seconde fois en 1581, les iconoclastes infligent de lourds dégâts. Ce n'est qu'en 1604 que l'église peut à nouveau être utilisée pour le culte. Une troisième fois, lors des combats lors de l'avancée alliée de 1944, les dégâts sont à nouveau importants. Le bâtiment de l'église a été partiellement protégé en tant que monument en 1936[4]. Depuis 2003, toute l'église avec le cimetière est protégée[5].
- Un syndicat d'initiative situé sur le Groene Markt à Middelburg prête attention de diverses manières à l'histoire particulière du village qui était autrefois une ville[6]. Des informations sur le château de Middelburg sont également disponibles dans ce lieu.
- Le Poedermolen (nl), vestige du moulin.
- Le pilori de Middelbourg (nl) de 1775.